# Randy Vock
Randy Adrian Vock (1 de marzo de 1994) es un deportista suizo que compite en lucha libre. Ganó una medalla de bronce en el Campeonato Europeo de Lucha de 2019, en la categoría de 61 kg.

## Palmarés internacional
| Campeonato Europeo | Campeonato Europeo | Campeonato Europeo | Campeonato Europeo |
| Año                | Lugar              | Medalla            | Categoría          |
| ------------------ | ------------------ | ------------------ | ------------------ |
| 2019               | Bucarest (Rumania) | Medalla de bronce  | 61 kg              |